# Verticordia endlicheriana
Verticordia endlicheriana là một loài thực vật có hoa trong Họ Đào kim nương. Loài này được Schauer miêu tả khoa học đầu tiên năm 1844.